# St. Waltraud (Herentals)

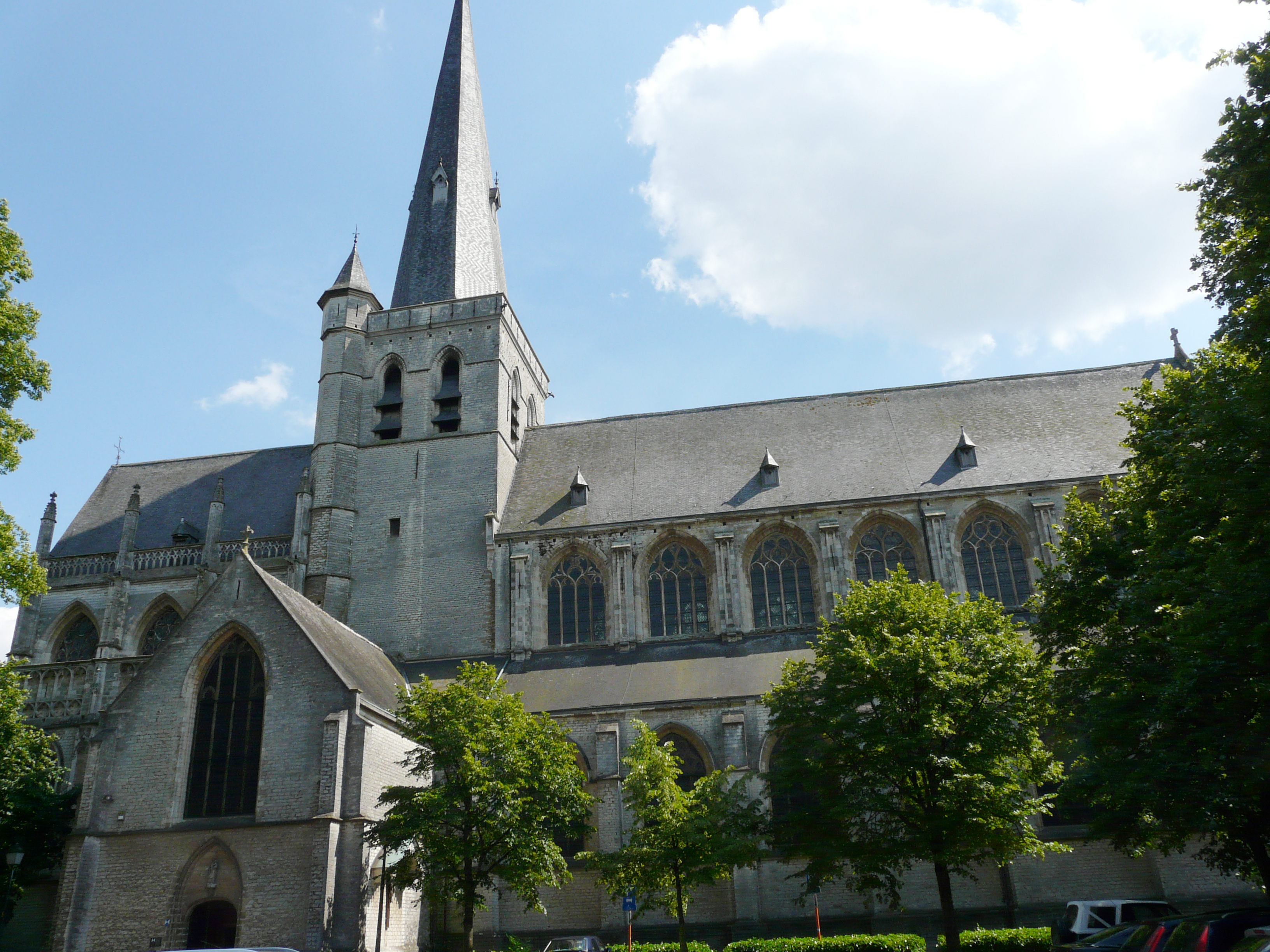
St. Waltraud (Herentals)

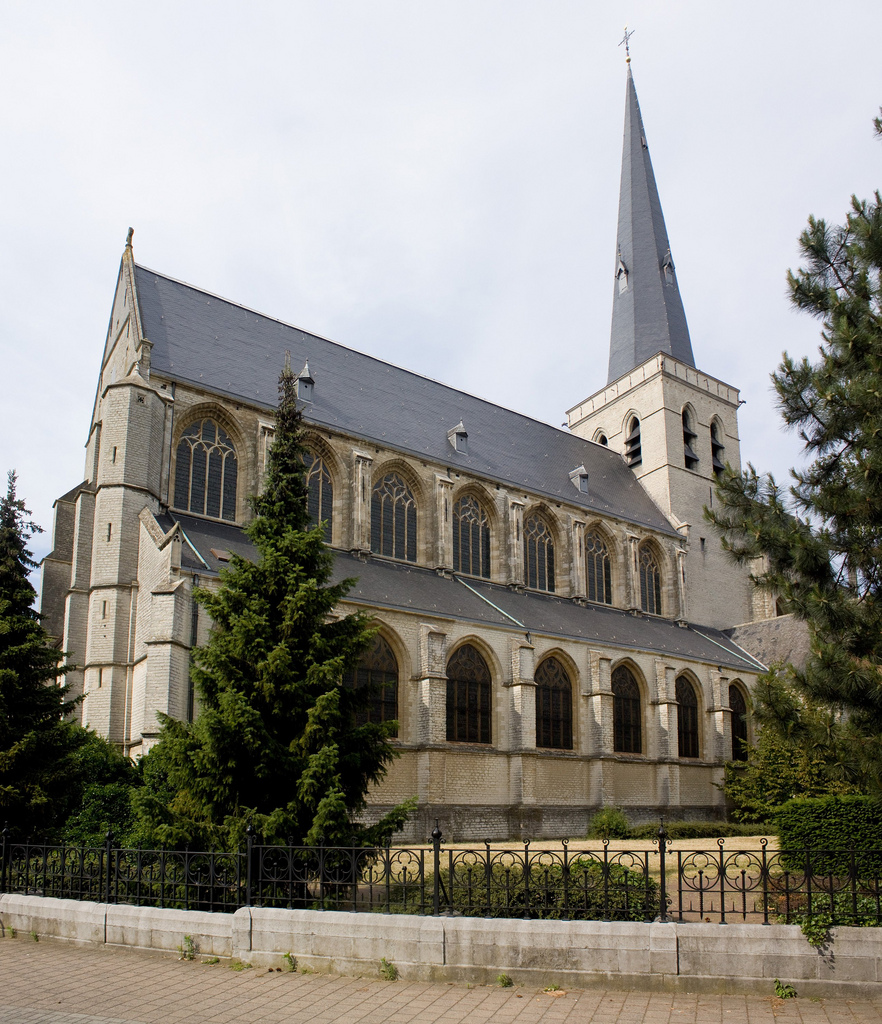
Südwestansicht

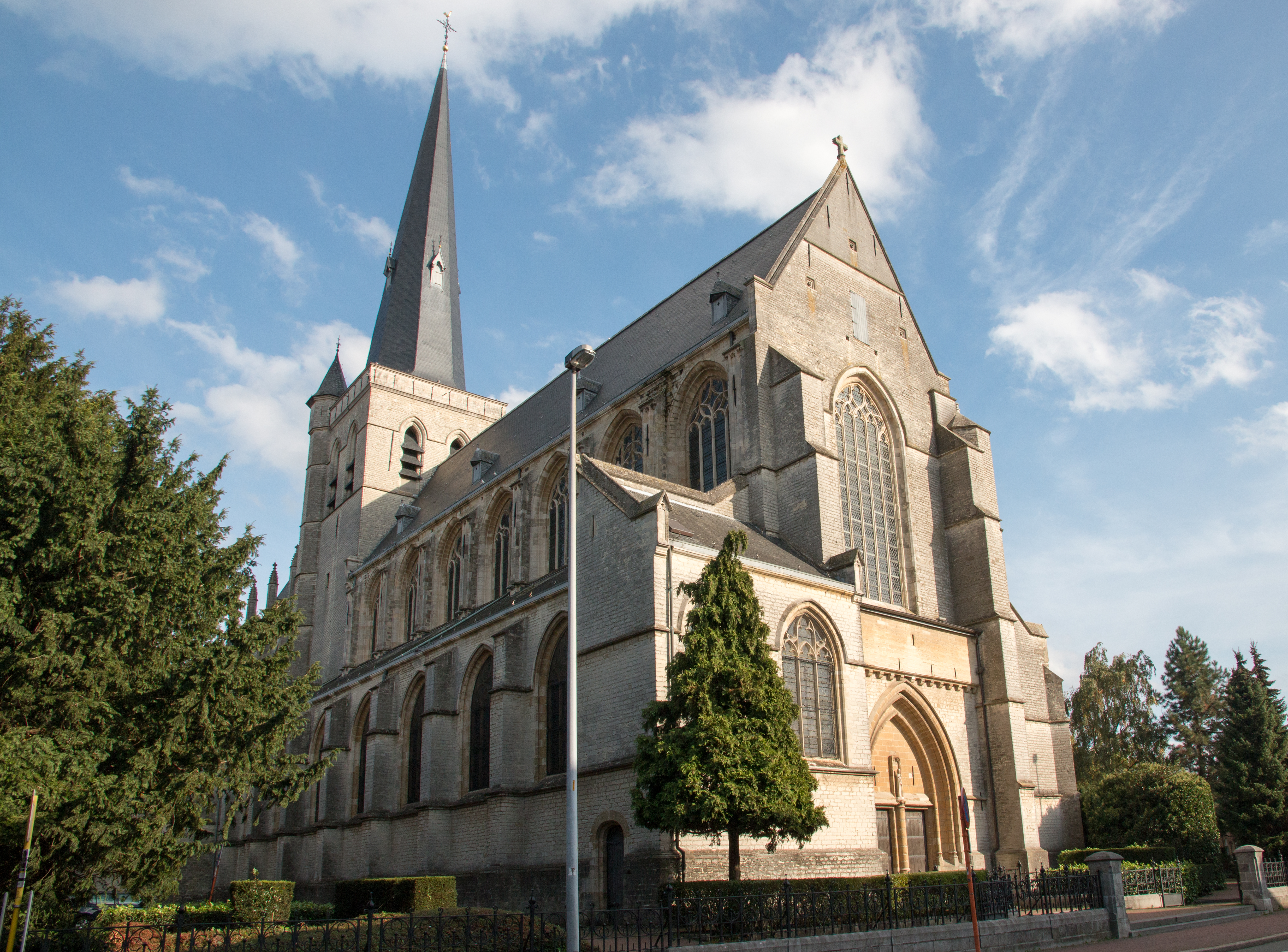
Nordwestansicht

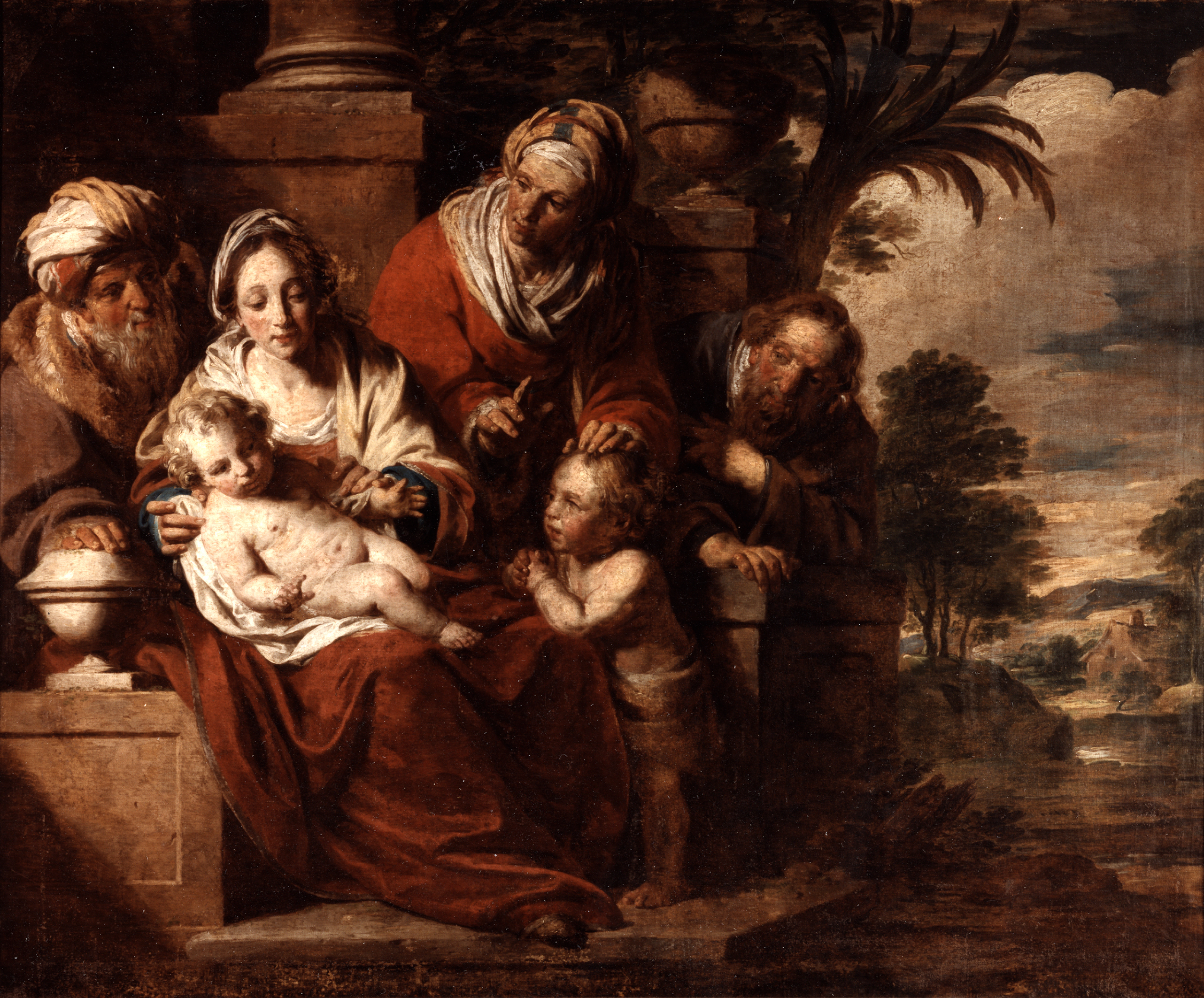
Pieter Jozef Verhaghen (Zuschreibung) – Die Heilige Familie

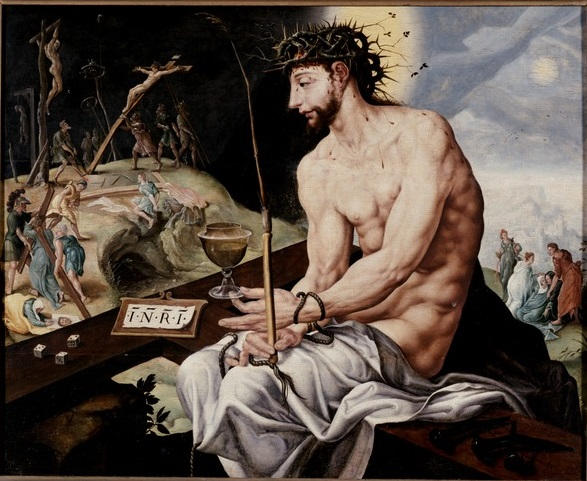
Maarten van Heemskerck – Christus in der Rast

Die römisch-katholische Kirche St. Waltraud in Herentals (niederländisch Sint-Waldetrudiskerk, auch: Sint-Waltrudiskerk) ist eine Basilika im Stil der Brabanter Gotik. Sie ist der Heiligen Waltraud von Mons geweiht, wird im Volksmund Bovenkerk genannt und steht unter Denkmalschutz.

## Geschichte
Die Kirche hat ein niedriges Querschiff und einen Vierungsturm mit Merkmalen der nüchternen Brabanter Hochgotik bis zum 14. Jahrhundert sowie einen Chor mit Umgang und Seitenkapellen aus dem 15. Jahrhundert, die Gillis van den Bossche zugeschrieben werden. Der Chor wurde in der Übergangszeit von der Hoch- zur Spätgotik in den Jahren von 1417 bis 1449 erbaut.
Mit dem Bau des dreischiffigen Kirchenschiffs im spätgotischen Stil wurde 1453 begonnen. Nach dem Verfall des Ostchors unter der Verwaltung der Generalstaaten (1576–1584) wurde der Chor durch eine Backsteinmauer gerade geschlossen (siehe die Jahreszahlen 1626 und 1646 an gesintertem Backstein in den Seitenchören). Das Westportal wurde Ende des 16. Jahrhunderts zugemauert und 1934 wiedereröffnet. Der Turm wurde nach einem Sturm 1606–1607 wiederaufgebaut, die Turmspitze wurde 1769 durch ein Feuer zerstört und zunächst durch eine glockenförmige Bekrönung und 1901 durch eine nadelförmige Spitze ersetzt. Die Sakristei stammt aus dem Jahr 1785. Das westliche Spitzbogenfenster, das beim Einbau der Orgel 1770 verschlossen worden war, wurde 1966–1968 wiederhergestellt. Eine Generalrestaurierung wurde unter der Leitung von P.J. Taeymans ab 1878 und 1974–1978 nach dem Entwurf von J.L. Stynen vorgenommen. Das neogotische Portal auf der Straßenseite stammt aus dem Jahr 1934.

## Beschreibung
Die Kirche ist eine geostete kreuzförmige Basilika mit quadratischem Vierungsturm aus Balegemer Sandstein, einem dreischiffigen Kirchenschiff mit sieben Jochen, einem niedrigen Querschiff mit zwei Jochen und dem Chor mit drei geraden Jochen; gegenüber dem Chor sind untere Seitenkapellen und eine Sakristei erbaut, eine Taufkapelle im Nordwesten. Das Bauwerk ist mit Schiefer gedeckt. Die Joche sind rhythmisch durch abgestufte Strebepfeiler gegliedert, außerdem sind durchgehende Gesimse, Gerüstlöcher (Kirchenschiff und Turm) und Spitzbogenfenster mit einem Gesims und gotischem Maßwerk verwendet, darunter ein Dreipassmotiv und ein Fischblasenmotiv. Der Westgiebel ist gestaltet mit bekrönendem Kreuz, zwei rechteckigen Türen unter einem spitzbogigen Blendenfeld, Pendentif mit Dreiviertelsäule und bekrönender dreiteiliger Nische, in der die Statue des Schutzpatrons (1978, M. Peeters) steht, alles eingerahmt von profiliertem Spitzbogenrahmen. Weiter oben ist ein breites mehrbahniges Maßwerkfenster, ein polygonaler Treppenturm ist im Süden angeordnet. Die nordwestliche Kapelle mit Pultdach ist mit einer Korbbogentür in profiliertem Gewände an der Nordseite versehen. Die Gewölbe des Kirchenschiffs und des Chors enden auf markanten äußeren Strebepfeilern, die sich durch die Gewölbe der Seitenschiffe ins Innere als Konsolen fortsetzen und auf den Kapitellen der Säulen enden. Die bündig abschließenden Querhausarme sind mit einer spitzbogigen Tür im nördlichen Querhausarm in profiliertem Gewände mit einer Marienstatue (1880, L. Bartels) und mit einem Holzkruzifix (1854) an der Westwand versehen.
Der quadratische Vierungsturm ist mit Spitzhelm, Gerüstlöchern und Mauerankern versehen, ein polygonaler Treppenturm ist an der Nordostecke angeordnet. Der Chor im gotischen Stil ist mit einer umlaufenden Balustrade, einem Scheintriforium mit drei- und vierblättrigen Motiven, Fialen, Krabben, Kruzifixen, Spitzbogenfenstern und Wasserspeiern gestaltet. An der Südseite steht die leicht vorspringende alte Sakristei mit achtseitigem Treppenturm, der ehemaligen Schatzkammer, mit offener Laterne und kegelförmiger Turmspitze.
Die Backstein-Ostfassaden aus dem 17. Jahrhundert mit Mauerankern wurden unter Einbeziehung älterer Elemente wie Säulen und Eckblöcke aus Sandstein erbaut, Spuren von Eisensandstein sind an der Nordseite zu finden. Die seitlichen Chöre sind mit doppelten korbbogigen Giebeln und einer Korbbogentür im nordöstlichen Joch versehen. An den Chor ist eine rechteckige Sakristei aus dem Jahr 1785 angebaut, die mit Backsteingiebel mit profilierten Traufen unter einem Schieferzeltdach abgeschlossen ist; sie zeigt schmiedeeiserne rechteckige Fenster mit Bandrahmen.

## Innenbereich
Der teilweise verputzte Innenraum ist gegliedert mit Spitzbögen auf Säulen mit Kohlblattkapitellen oder figürlichen Kapitellen (Chorteil) mit Darstellungen von biblischen Figuren wie Adam und Eva, Moses, David, Isaak, Abraham und Noah. Kreuzrippengewölbe mit skulptierten Schlusssteinen schließen den Innenraum ab; der auf Bündelpfeilern ruhende Turm ist ebenfalls gewölbt. Der Chor ist mit Scheintriforium und Resten von Polychromie aus dem 19. Jahrhundert ausgestaltet.

## Ausstattung
Die Kirche birgt eine reiche Sammlung von Kunstwerken, die hier nicht alle aufgeführt werden können. Für eine detailliertere Bestandsaufnahme wird auf den Kirchenführer (niederländisch) verwiesen.
Unter den Gemälden sind zahlreiche Gemälde aus dem 16. Jahrhundert bis zur ersten Hälfte des 19. Jahrhunderts, die so weit wie möglich thematisch geordnet sind: Heiligenleben, Legenden und Wunder im nördlichen Seitenschiff, Szenen aus dem Alten Testament und zur Geburt Christi im südlichen Seitenschiff, Szenen aus dem Leben Christi im südlichen Seitenschiff und Passionsszenen im nördlichen Seitenschiff. Die meisten Gemälde stammen aus dem 17. Jahrhundert und sind aus den Ateliers bekannter Meister, alte Kopien oder anonyme Werke. Es gibt neun Werke der Herentaler Malerdynastie Francken (16.–17. Jahrhundert), darunter einige Triptychen.
Die Kirche enthält eine umfangreiche Sammlung von Skulpturen aus dem 15. bis 19. Jahrhundert, besonders ist das Brüsseler Retabel von Passier Borreman (um 1520) mit dem Martyrium der Heiligen Crispinus und Crispinianus hervorzuheben.
Der barocker Marienaltar aus marmoriertem Holz vom Ende des 17. Jahrhunderts, weitere Altäre stammen von oder werden J. Verbuecken zugeschrieben (marmoriertes Holz, Ende des 17. Jahrhunderts), darunter der St.-Anna-Altar, der St.-Antonius-Altar, der St.-Johannes-Altar, der Hochaltar von 1778, entworfen von C. Kenis, ausgearbeitet von A.J. Vasseur, klassizistische Altäre, darunter das Heilige Kreuz (marmoriertes Holz, Ende des 18. Jahrhunderts bis erste Hälfte des 19. Jahrhunderts) und der neugotische Altar des Heiligen Joseph (zweite Hälfte des 19. Jahrhunderts).
Das Chorgestühl stammt aus den Jahren 1661–1664 von J. Verbuecken und J. Van Tendelo und ist mit Schnitzereien von P. Verbruggen versehen. Die neugotischen Kommunionbänke mit Balustraden und Säulen wurden 1880 von L. Van Ryswyck geschaffen, eine Marmorkanzel wurde nach einem Entwurf von R. Lemaire (1950) gestaltet. Mehrere Beichtstühle wurden 1651 von dem Herentaler Tischler J. Van Tendelo mit Statuen aus der Werkstatt von P. Verbruggen gestaltet, ein Régence-Beichtstuhl (1756) von J. Verbuecken ist mit Statuen von P. Van Dyck versehen. Die Empore mit Orgelprospekt ist im Rokokostil nach einem Modell von A. Van Berckelaer mit Tischlerarbeiten von J. Van Hove und Skulpturen von J. Brasseur und W. Mavou gestaltet. Die Orgel wurde von Frederic Jacobus und Ludovicus Franciscus Verbuecken  geschaffen; sie wurde 1966–1968 von B. Pels-D'Hondt und 2003 von Pieter Vanhaecke restauriert und hat heute 37 Register auf drei Manualen und Pedal.
Ein romanisches Taufbecken aus Tournai-Blaustein stammt aus der ersten Hälfte des 13. Jahrhunderts und ist mit Kupferdeckel von 1642 von G. Van Opstal versehen. Das südliche Querschiff ist mit Fresken aus dem 15. Jahrhundert ausgestaltet. Das Gitter der Taufkapelle ist aus dem 15. Jahrhundert, die Rokoko-Chorschranke ist 18. Jahrhundert erhalten. Ein Wandschrank mit Renaissance-Schnitzereien ist ein Werk aus der ersten Hälfte des 16. Jahrhunderts. Ein Reliquienschrein wurde von J. Spoeden in den Jahren 1685–1686 geschaffen, ein weiterer Reliquienschrein der Heiligen Waltraud in den Jahren 1685–1686.
In der Sakristei sind klassizistische Schränke und Vertäfelungen aus der Zeit um 1785 zu finden. Ein sechsarmiger Kronleuchter aus dem 17. Jahrhundert hängt im Chorraum. Namenslisten der Bruderschaft der Heiligen Dreifaltigkeit aus der ersten Hälfte des 18. Jahrhunderts sind ebenfalls im Chor zu finden. Ein neogotischer Leuchter (1869–1879) und der Tabernakel (1869) wurden von L. Van Ryswyck geschaffen. Im südlichen Querschiff werden Grabsteine aufbewahrt, von denen die ältesten auf das 15. Jahrhundert zurückgehen. Glasmalereien mit der Darstellung des Heiligen Antonius des Einsiedlers (1588, restauriert 1878) in der Antoniuskapelle (südlicher Seitenflügel), weitere Glasmalereien sind aus der Zeit von 1878 bis 1920 erhalten.